# Robert de Flers
Robert de Flers (Robert Pellevé de La Motte-Ango, markýz de Flers) (25. listopadu 1872, Pont-l'Évêque (Calvados) – 30. července 1927, Vittel) byl francouzský dramatik, libretista a novinář.

## Životopis
Studovat začal roku 1888 na pařížském lyceu Condorcet, kde věnoval právu s původní vidinou služby v diplomacii. Zde jej zásadně ovlivnilo přátelství se spolužíkem a rovněž spisovatelem, Marcelem Proustem. Proust jej zasvětil do světa umění, literatury a hudby. Od té doby se Robert de Flers odklonil od právnické kariéry a jeho zájmem se stalo psaní, literatura a žurnalistika. Tyto dva muže pak pojilo dlouholeté přátelství.
V roce 1901 se Robert de Flers oženil s Geneviève Sardou, dcerou Victoriena Sardou.
Od roku 1920 až do své smrti byl de Flers členem Francouzské akademie. Posledních šest let svého života (od roku 1921) strávil jako ředitel literární redakce deníku Le Figaro. Na sklonku života působil v radě francouzského departmentu Lozère.

## Dílo
Po dokončení studií de Flers cestoval v polovině devadesátých let 19. století po Asii. Tato zkušenost ovlivnila jeho raná díla — román La Courtisane Taïa et son singe vert (1896), krátký příběh Ilsée, princesse de Tripoli (1896, v češtině Ilséa, princezna Tripolisská) a zápisky z cest Vers l’Orient (1897). Po návratu do Paříže jej oslovil skladatel Edmond Audran, aby napsal libreto k jeho operetě La reine des reines. Toto dílo bylo poprvé uvedeno 14. října 1896 v divadle Théâtre de l'Eldorado ve Štrasburku. Další libreto napsal pro operetu Gastona Serpette s názvem Shakespeare! jejíž premiéra zazněla 23. listopadu 1899 v divadle Théâtre des Bouffes-Parisiens.
Tvorbě libret se věnoval i nadále. Začal spolupracovat se svými současníky, dramatikem Gastonem Arman de Caillavet a skladatelem Claudem Terrassem, poprvé na operetě Les travaux d'Hercule (1901). Většina jeho pozdějších děl nesla známky spolupráce s Caillavetem. Obvykle byla jejich libreta určena pro Terrasseho, se kterým po hudební stránce spolupracovali nejčastěji. Dalšími skladateli, pro které tito dva umělci psali libreta byli André Messager či Gabriel Pierné. V roce 1905 oba přeložili do francouzštiny Lehárovu Veselou vdovu. Tento překlad byl pak ve Francii v první polovině 20. století široce používán. Posledním dílem, na kterém společně spolupracovali byla opereta Alfreda Bruneaua Le jardin du paradis (1923). Robert de Flers rovněž napsal libreta pro operetu Reynaldo Hahna Ciboulette (1923), spolu s Francisem de Croisset, a pro operetu Josefa Szulce Le petit choc (1923).
De Flers a de Caillavet spolu často spolupracovali na tvorbě divadelních her. Vytvořili společně veselohry jako jsou Le Sire de Vergy (1903), Les Sentiers de la vertu (1903), Pâris ou le bon juge (1906), Miquette et sa mère (1906, v češtině Miquetta a její máti), Primerose (1911), L’Habit vert (1913) a mnoho dalších. Později (po smrti de Caillavet) často pracoval společně s dramatikem Francisem de Croisset, se kterým vytvořil díla jako jsou Les Vignes du seigneur (1923, v češtině Vinice Páně), Les Nouveaux Messieurs (1925, v češtině Nově panstvo) či Le Docteur miracle (1926).
Ačkoli byl ve své době autorem úctyhodného počtu operetních libret, do historie se zapsal především svými divadelními hrami. Podle jeho divadelních her vznikla řada filmových děl.

## Odkaz v české kultuře

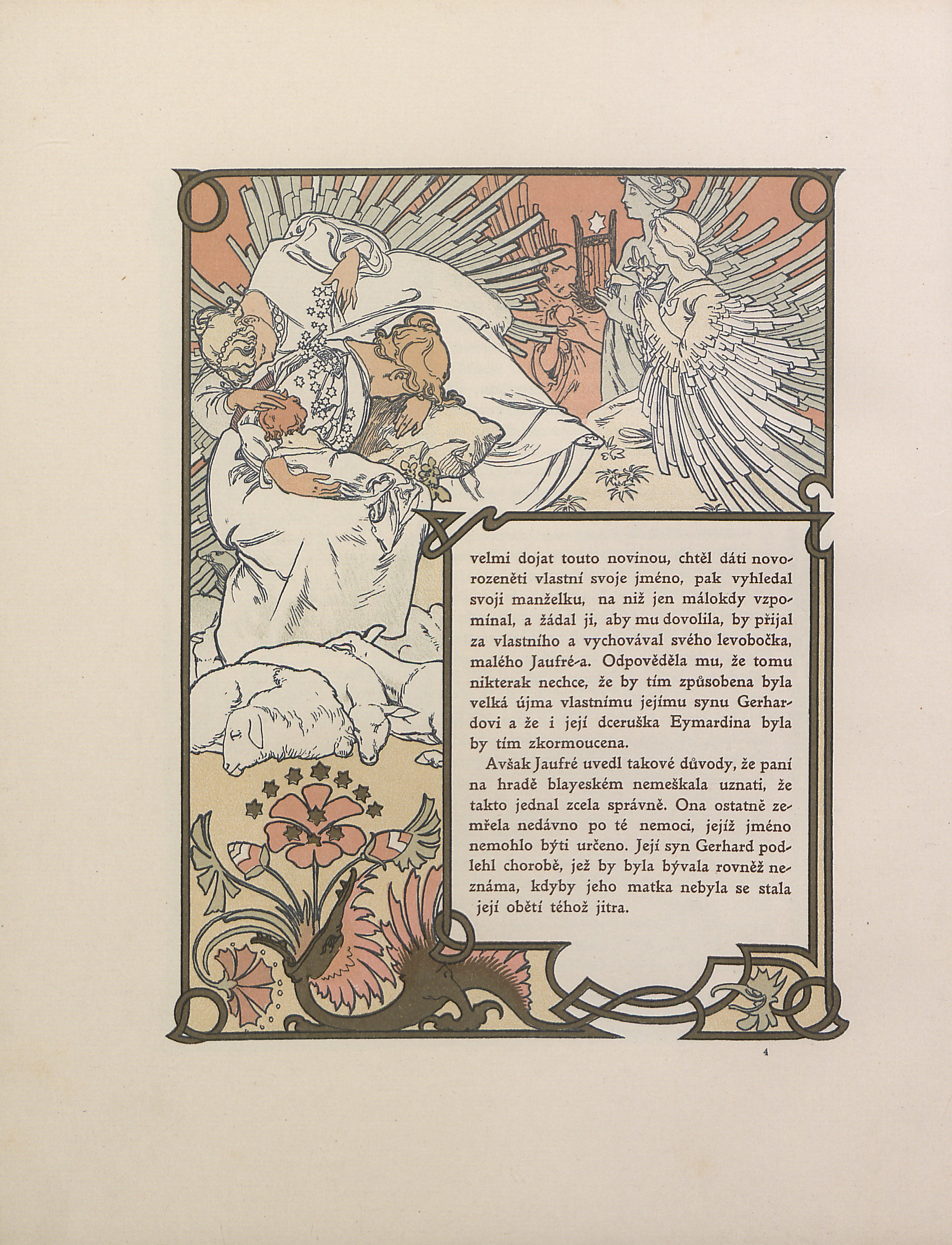
Ilustrace z knihy Ilséa, princezna Tripolisská

Veselohry Roberta de Flers byly velmi oblíbeny i v Česku a divadla je často zařazovala do svého „francouzského“ repertoáru.
Na francouzském i českém vydání knihy Ilsée, princesse de Tripoli či v češtině Ilséa, princezna Tripolisská se svými litografiemi podílel český malíř a grafik Alfons Mucha. Toto dílo je považováno za nejvýznamnější knižní dílo tzv. art nouveau – secesního umění